# Analogía de Reynolds
La analogía de Reynolds es conocida popularmente por relacionar el momento turbulento y la transferencia de calor. Esto se debe a que en un flujo turbulento, en una tubería o en una capa límite, el transporte de momento y el transporte de calor dependen en gran medida de los mismos remolinos turbulentos y la velocidad y los perfiles de temperatura tienen la misma forma.
El supuesto principal es que el flujo de calor q/A en un sistema turbulento es análogo al flujo de momento τ, indica que  relación τ/(q/A)   debe ser constante para todas las posiciones radiales.
La analogía completa de Reynolds * es:
{\displaystyle {\frac {f}{2}}={\frac {h}{C_{p}\times G}}={\frac {k'_{c}}{V_{av}}}}
Los datos experimentales para las corrientes de gas concuerdan aproximadamente con la ecuación anterior si los números de  Schmidt  y  Prandtl están cerca de 1.0 solo si existe fricción de la superficie en el flujo más allá de una placa plana o dentro de una tubería. Cuando se trata de líquidos y/o existe la fricción de las formas, se sabe que la analogía no es válida.
En 2008, la forma cualitativa de validez de la analogía de Reynolds fue reexaminada para el flujo laminar de fluido incompresible en el caso de que la viscosidad dinámica, μ, fuera variable. Se demostró que la dependencia inversa del número de Reynolds (Re) y del coeficiente de fricción de la superficie cf era la base para la validez de la analogía de Reynolds en flujos convectivos laminares con «μ» constante o variable. Para μ = const. se reduce a la forma popular de número de Stanton St, que aumenta con el aumento del Número de Reynolds Re, mientras que para μ variable  se reduce a St que aumenta con la disminución de Re. En consecuencia, la «analogía Chilton-Colburn» de St•Pr2/3 aumenta con el aumento de cf es cualitativamente válida siempre que la analogía de Reynolds sea válida. Además, la validez de la analogía de Reynolds está ligada a la aplicabilidad del Teorema de Producción Mínima de Entropía de Prigogine Por lo tanto, la analogía de Reynolds es válida para los flujos que están cerca de ser desarrollados, para los que los cambios en los gradientes de las variables de campo (velocidad y temperatura) a lo largo del flujo son pequeños.